# Som öster är från väster är nu synderna från mig
Som öster är från väster är nu synderna från mig (eller "... äro synderna från mig") är en körsång med text och musik av okänt ursprung. Texten finns i ett flertal av Frälsningsarméns sångböcker.

## Publicerad i
- Frälsningsarméns sångbok 1929 som nr 100 i köravdelningen under rubriken "Jubel, strid och erfarenhet".
- Frälsningsarméns sångbok 1968 som nr 90 i köravdelningen under rubriken "Jubel, strid och erfarenhet" .
- Frälsningsarméns sångbok 1990 som nr 863 under rubriken "Glädje, vittnesbörd, tjänst".